# گایا برمانی آمارال
گایا برمانی آمارال (ایتالیایی: Gaia Bermani Amaral؛ زادهٔ ۱۶ سپتامبر ۱۹۸۰) بازیگر، مدل و مجری تلویزیون برزیلی-ایتالیایی است.
از فیلم‌ها یا مجموعه‌های تلویزیونی که وی در آن‌ها نقش داشته است، می‌توان به زانادو، روزهای ترک و جدایی و دوستان من اشاره نمود.